# PMP2
PMP2 (англ. Peripheral myelin protein 2) – білок, який кодується однойменним геном, розташованим у людей на короткому плечі 8-ї хромосоми. Довжина поліпептидного ланцюга білка становить 132 амінокислот, а молекулярна маса — 14 909.
| 10         |  | 20         |  | 30         |  | 40         |  | 50         |
| ---------- |  | ---------- |  | ---------- |  | ---------- |  | ---------- |
| MSNKFLGTWK |  | LVSSENFDDY |  | MKALGVGLAT |  | RKLGNLAKPT |  | VIISKKGDII |
| TIRTESTFKN |  | TEISFKLGQE |  | FEETTADNRK |  | TKSIVTLQRG |  | SLNQVQRWDG |
| KETTIKRKLV |  | NGKMVAECKM |  | KGVVCTRIYE |  | KV         |  |            |

A: Аланін

C: Цистеїн

D: Аспарагінова кислота

E: Глутамінова кислота

F: Фенілаланін

G: Гліцин

I: Ізолейцин

K: Лізин

L: Лейцин

M: Метіонін

N: Аспарагін

P: Пролін

Q: Глутамін

R: Аргінін

S: Серин

T: Треонін

V: Валін

W: Триптофан

Кодований геном білок за функцією належить до фосфопротеїнів. 
Задіяний у таких біологічних процесах, як транспорт, ацетилювання. 
Білок має сайт для зв'язування з ліпідами. 
Локалізований у цитоплазмі.